# Teretrurus sanguineus
Teretrurus sanguineus är en ormart som beskrevs av Beddome 1867. Teretrurus sanguineus ingår i släktet Teretrurus och familjen sköldsvansormar. Inga underarter finns listade i Catalogue of Life.
Arten är, med en längd mindre än 75 cm, liten. Den förekommer i södra Indien. Individerna äter troligen daggmaskar. Honor lägger inga ägg utan föder levande ungar.